# Echinogorgia humilis
Echinogorgia humilis är en korallart som först beskrevs av Nutting 1910.  Echinogorgia humilis ingår i släktet Echinogorgia och familjen Plexauridae. Inga underarter finns listade i Catalogue of Life.